# Elfriede Steurer
Elfriede Steurer, född 9 december 1924, död 6 december 2021, var en friidrottare från Österrike. Han deltog vid olympiska sommarspelen 1948 och olympiska sommarspelen 1952.